# イヴの秘かな憂鬱
『イヴの秘かな憂鬱』（いぶのひそかなゆううつ、英： Female Perversions）は、1996年に製作されたアメリカの映画。原作はフェミニズムの学者、ルイーズ・J・カプランの論文。
R-15作品。ビデオ題は『イヴ』。

## キャスト
- イブ・スティーブンス：ティルダ・スウィントン
- ルネ：カレン・サイラス
- ジョン：クランシー・ブラウン
- ラングリー：ポーリーナ・ポリスコワ
- マデリン：エイミー・マディガン
- ショウニー・スミス
- フランシス・フィッシャー
- ジョン・ディール
- エマ：ライラ・ロビンズ
- マゴット：リサ・ジェーン・パースキー
- ジョン・カッシーニ
- デイル・シャガー
- サンディ・マーティン
- マーシア・クロス